# Banquier (jeu de cartes)
 (décembre 2023).
Si vous disposez d'ouvrages ou d'articles de référence ou si vous connaissez des sites web de qualité traitant du thème abordé ici, merci de compléter l'article en donnant les références utiles à sa vérifiabilité et en les liant à la section « Notes et références ».
Pour les articles homonymes, voir Banquier.
Le Banquier ou Banco, est un jeu de société sous forme de jeu de cartes.

## But du jeu
Gagner de l'argent (ou des jetons) en jouant contre la Banque.

## Ordre des cartes
As, Roi, Dame, Valet, 10, 9, 8, 7.

La couleur compte.
Attention détenir 3 "7" équivaut à détenir 3 As

## Déroulement d'une partie
La partie se joue avec un jeu de 32 cartes, à 10 joueurs au maximum.

Un joueur est désigné pour être le banquier. Il dépose une somme devant lui. Il distribue ensuite 3 cartes, une à une, à chacun des joueurs (pontes).

Chaque ponte doit décider s'il passe, mise ou fait sauter la banque selon son jeu.

Le banquier retourne alors la carte supérieure du talon. Le ponte perd si la carte retournée est d'une couleur qu'il n'a pas en main ou s'il n'a pas dans son jeu une carte supérieure de la couleur retournée. Il gagne donc s'il peut couvrir la carte retournée par le banquier avec une carte supérieure et de même couleur.

Si un ponte a décidé de faire sauter la banque et qu'il gagne, il rafle toute la banque qui saute et son voisin de gauche devient le banquier.